# Phyllomedusa iheringii
Phyllomedusa iheringii är en groddjursart som beskrevs av George Albert Boulenger 1885. Phyllomedusa iheringii ingår i släktet Phyllomedusa och familjen lövgrodor. IUCN kategoriserar arten globalt som livskraftig. Inga underarter finns listade i Catalogue of Life.